# Jezioro Lampackie
Jezioro Lampackie, Zabijak – jezioro w woj. warmińsko-mazurskim, w pow. mrągowskim, w gminie Sorkwity, koło wsi Sorkwity, leżące na terenie Pojezierza Mrągowskiego.

## Hydronimia
Według urzędowego spisu opracowanego przez Komisję Nazw Miejscowości i Obiektów Fizjograficznych (KNMiOF) nazwa tego jeziora to Jezioro Lampackie. W różnych publikacjach i na mapach topograficznych jezioro to występuje pod nazwą Zabijak.

## Morfometria
Powierzchnia zwierciadła wody według różnych źródeł wynosi od 184,0 ha do 198,6 ha. 
Zwierciadło wody położone jest na wysokości 132,7 m n.p.m. lub 133,0 m n.p.m. Średnia głębokość jeziora wynosi 11,1 m, natomiast głębokość maksymalna 38,5 m.
W oparciu o badania przeprowadzone w 1998 roku wody jeziora zaliczono do II klasy czystości.

## Charakterystyka
Jest to jezioro rynnowe w dorzeczu rzeki Krutyni.
Rozwinięta linia brzegowa. W południowej części wyspa. Brzegi dość wysokie, w większości bezleśne obramowane trzciną. Na południowym krańcu jeziora we wsi Maradki znajdują się pensjonaty, ośrodki wypoczynkowe oraz pola biwakowe. Nad północnym brzegiem położony jest neogotycki sorkwicki pałac i stanica wodna PTTK. Od wschodu jezioro Lampackie łączy się z jeziorem Lampasz, a od północy z jeziorem Gielądzkim.
Jezioro jest początkowym punktem szlaku kajakowego Krutyni (Sorkwity – Ruciane-Nida).